# Templo Libertad - Congregación Israelita de la República Argentina
El Templo Libertad (nombre oficial "Templo Libertad - Congregación Israelita de la República Argentina"), es la primera sinagoga de la Ciudad de Buenos Aires. Fue declarada Monumento Histórico Nacional el 29 de diciembre de 2000 por decreto 1296.

## Historia
En 1862 fue creada la Congregación Israelita de Buenos Aires (posteriormente renombrada con el actual denominación: "de la República Argentina"), la primera institución de la comunidad judía en la Argentina. Durante años la comunidad judía residente en Buenos Aires, se reunía en una casa particular para celebrar sus oficios religiosos, hasta que en 1871, el Gobierno de Domingo Faustino Sarmiento autorizó por primera vez, el ejercicio del Rabinato Judío en el país, y el rabino Henry Joseph resultó su primera autoridad espiritual. A partir de 1879, se dedicó a la beneficencia así como también al registro de nacimientos, matrimonios y decesos de la comunidad. Este mismo año, comenzó a reunir fondos para la adquisición de una parcela con la finalidad de establecer un cementerio que permita a los judíos ser sepultados de acuerdo a su ritual. En 1891 también nacían la primera escuela judía y la Congregación Israelita Latina de Buenos Aires, que agrupaba a los judíos marroquíes.
En 1889, con el aporte del Barón Hirsch, la congregación compró en Buenos Aires un terreno sobre la calle Libertad, a fin de construir una sinagoga. El 27 de septiembre de 1897 colocaron frente a donde se encontraba el llamado Palacio Miró (actual Plaza Lavalle), la piedra fundacional de la que sería la primera sinagoga de la ciudad, ceremonia a la que asistió el Intendente Municipal, Francisco Alcobendas. Debido al notable crecimiento de la comunidad judía el edificio allí construido fue modificado totalmente en 1932 adquiriendo la fisonomía actual. El proyecto de esta reforma fue elaborado por el arquitecto Norman y los ingenieros Alejandro Enquin y Eugenio Gantner. La firma constructora pertenecía a los ingenieros Ricchieri, Jaroslavsky y Thiexay.

## Arquitectura

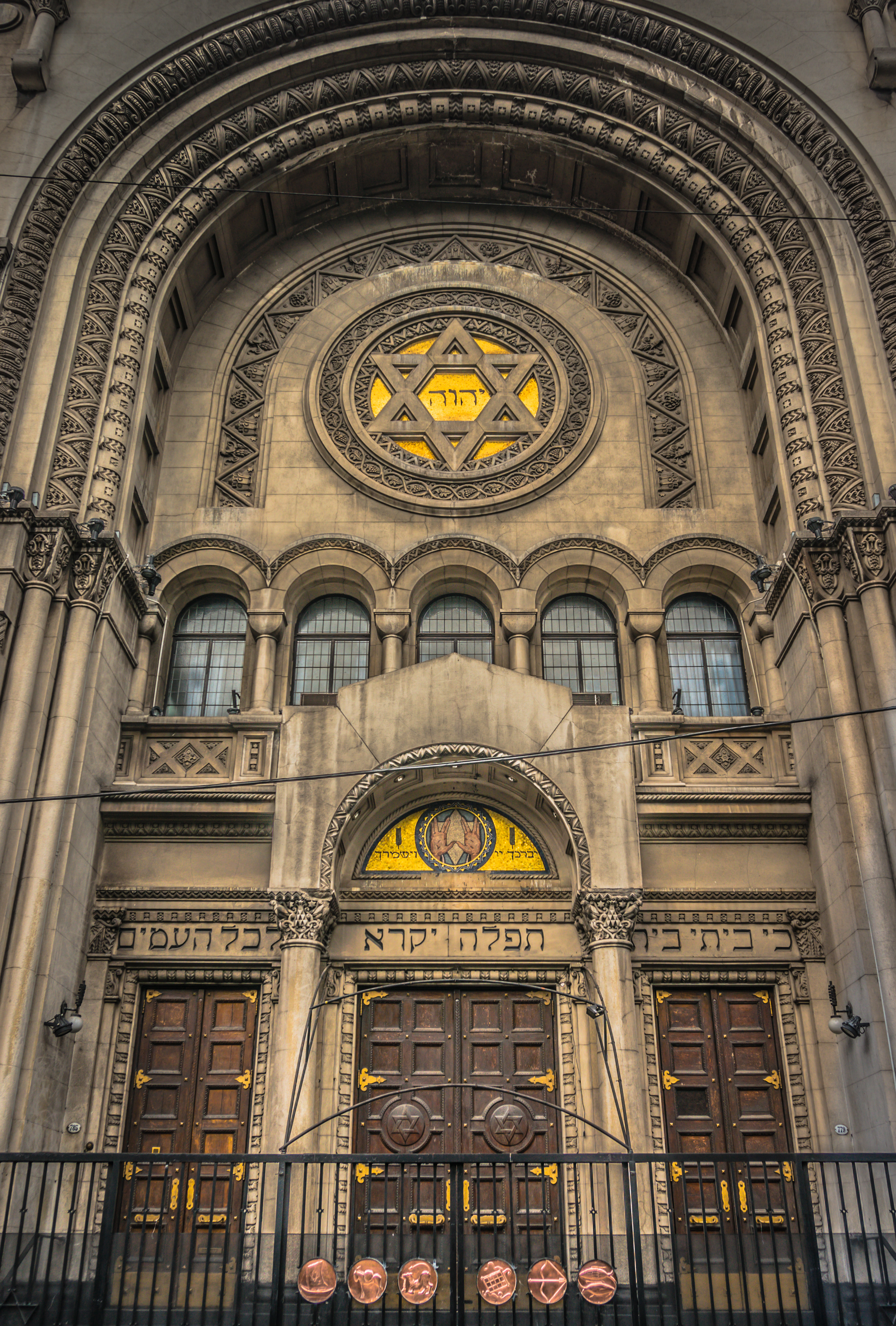
Frente.

Con una imponente arquitectura de estilo eclecticista historicista se notan en él claras influencias de la arquitectura neorrománica de primera mitad del siglo XX, así como de la arquitectura bizantina, tomando como modelo las grandiosas sinagogas alemanas de siglo XIX.

### Fachada
Su frente se compone de una sucesión de arcos de medio punto decorados por dos guardas, rodeados de molduras escultóricas de diámetros de longitud escalonada que conforman un gigantesco abocinamiento sostenido de pilastras laterales (archivolta concéntrica). En el centro de los arcos concéntricos se halla la Estrella de David.
Sobre la puerta de entrada se encuentra una imagen de Bendición sacerdotal (ברכת כהנים). Esta bendición aparece en el cuarto libro del Tanaj, Números, como parte de una orden para los Cohanim de bendecir a los Hijos de Israel. En la parte superior del templo se hallan representadas las Tablas de la Ley con los Diez Mandamientos del libro del Éxodo. Sobre la verja que separa al edificio de la vereda se encuentran doce medallones que representan a las Doce Tribus de Israel organizadas por Moisés.

### Sala de oración

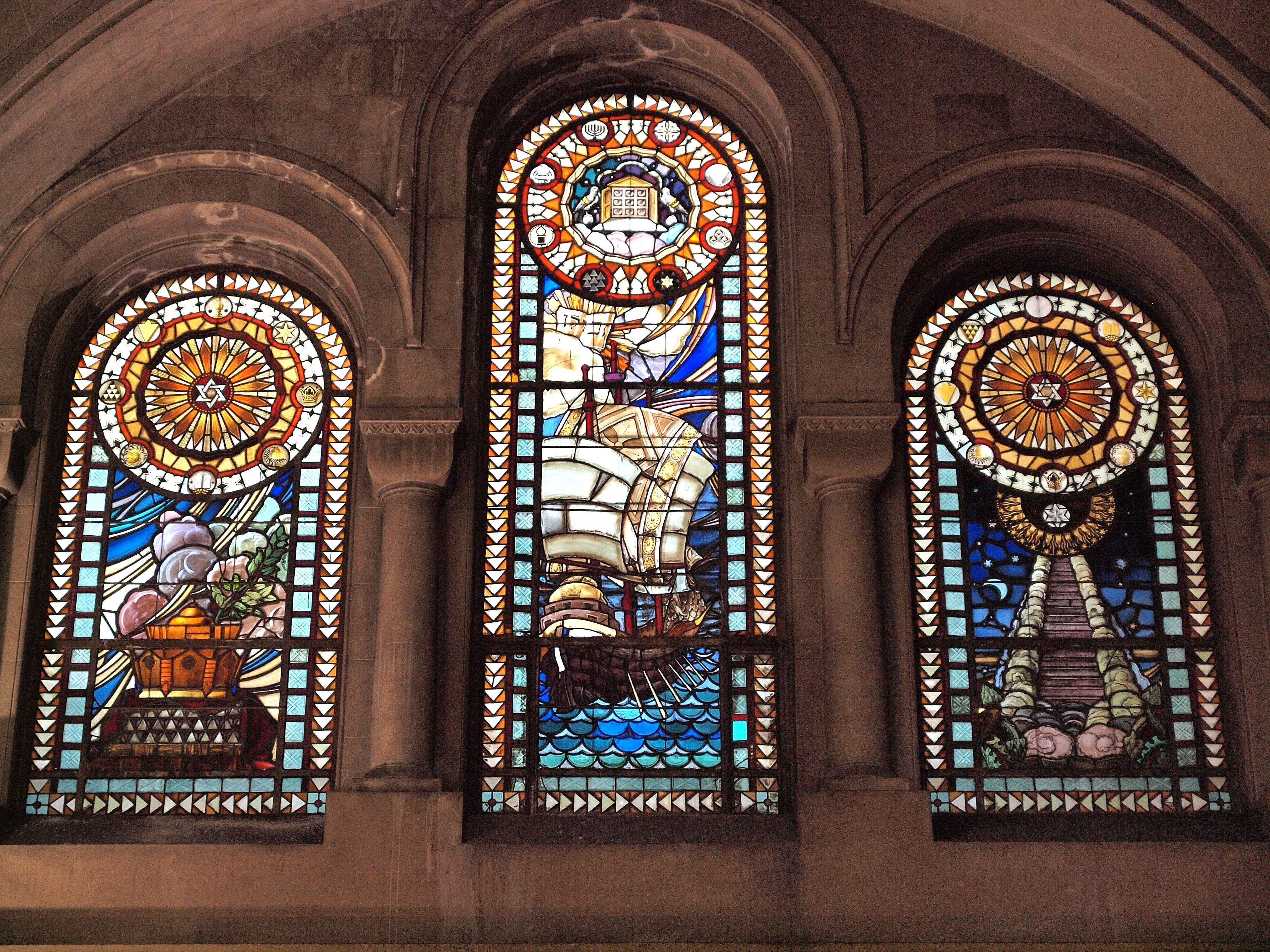
Vitrales.

El templo, de aspecto solemne, tiene una capacidad para 700 feligreses. Posee tres naves de gran altura; la principal, con cuatro columnas de mármol, dos a cada lado, soportando las galerías laterales superiores, dispuestas en estrechas naves laterales. Con acabados sobrios y solemnes, las paredes presentan remates en símil piedra París. El piso se compone de baldosas graníticas. El frente de la nave mira a Jerusalén, los fieles a Oriente. Y es precisamente sobre el extremo oriental, que un ábside con vitraux da luz natural sobre el lugar donde se halla la Torá. Éste ábside culmina superiormente en una media cúpula revestida interiormente por un decorado en forma de valva de ostra de color dorado. En su centro se halla el cetro de David. En el subsuelo se encuentra una cripta para oficios varios.
Entre su mobiliario destacan la Menorá y el órgano sobre el Tabernáculo.

##### Órgano Walcker
Uno de los tesoros del Templo Libertad es el órgano sinfónico Walcker Orgelbau. El instrumento fue fabricado especialmente para la Sinagoga de Buenos Aires en 1931 por la prestigiosa firma alemana E. F. Walcker & Cie. en la ciudad de Ludwigsburg, y señalado con el Opus 2339.
Puesto que durante la etapa del terror nazi casi todas las sinagogas en Alemania fueron destruidas, el órgano en la Sinagoga de la Congregación Israelita tiene la particularidad de ser uno de los tres órganos Walcker Orgelbau fabricados para sinagogas, entregados por la compañía de órganos antes de 1933, que actualmente sobreviven en el mundo.
Después de 15 años que el instrumento dejó de utilizarse, el 8 de junio de 2017, con la presencia de la Canciller alemana Angela Merkel, se reinauguró el órgano tras un proceso de restauración, con el apoyo del Programa de Conservación Cultural del Ministerio Federal de Relaciones Exteriores del Gobierno Alemán, Esta restauración fue realizada por técnicos argentinos entre 2016 y 2017, con nuevos tubos fabricados en Alemania.
Dicha visita fue considerada por el Gobierno de Alemania «como un acontecimiento histórico y de gran trascendencia para la delegación oficial alemana»; a través de una carta enviada por el embajador alemán a Casa Franco, así como también al Profesor Enrique Rimoldi, organista de amplia trayectoria, responsables de la reparación.
Bajo la dirección musical de Carlos Vitas, además de utilizarse en los servicios religiosos, el órgano también es utilizado para conciertos conciertos semanales en la sinagoga con la colaboración del Teatro Colón. El instrumento está en la lista de Órganos musicales históricos de la Ciudad de Buenos Aires.

## Visitantes notables
El Premio Nobel de Física, Albert Einstein, pasó por el edificio en su paso por Argentina en 1925 para dar conferencias. El cardenal Jorge Bergoglio, actual Papa Francisco, visitó la sinagoga en 2007, cuando entonces era arzobispo de Buenos Aires.
El día 8 de junio de 2017 la Canciller alemana Angela Merkel visitó el Templo Libertad. La dignataria inauguró en esa oportunidad el órgano Walcker de 1931, que fue restaurado con aportes del estado alemán.

## Galería de la sinagoga

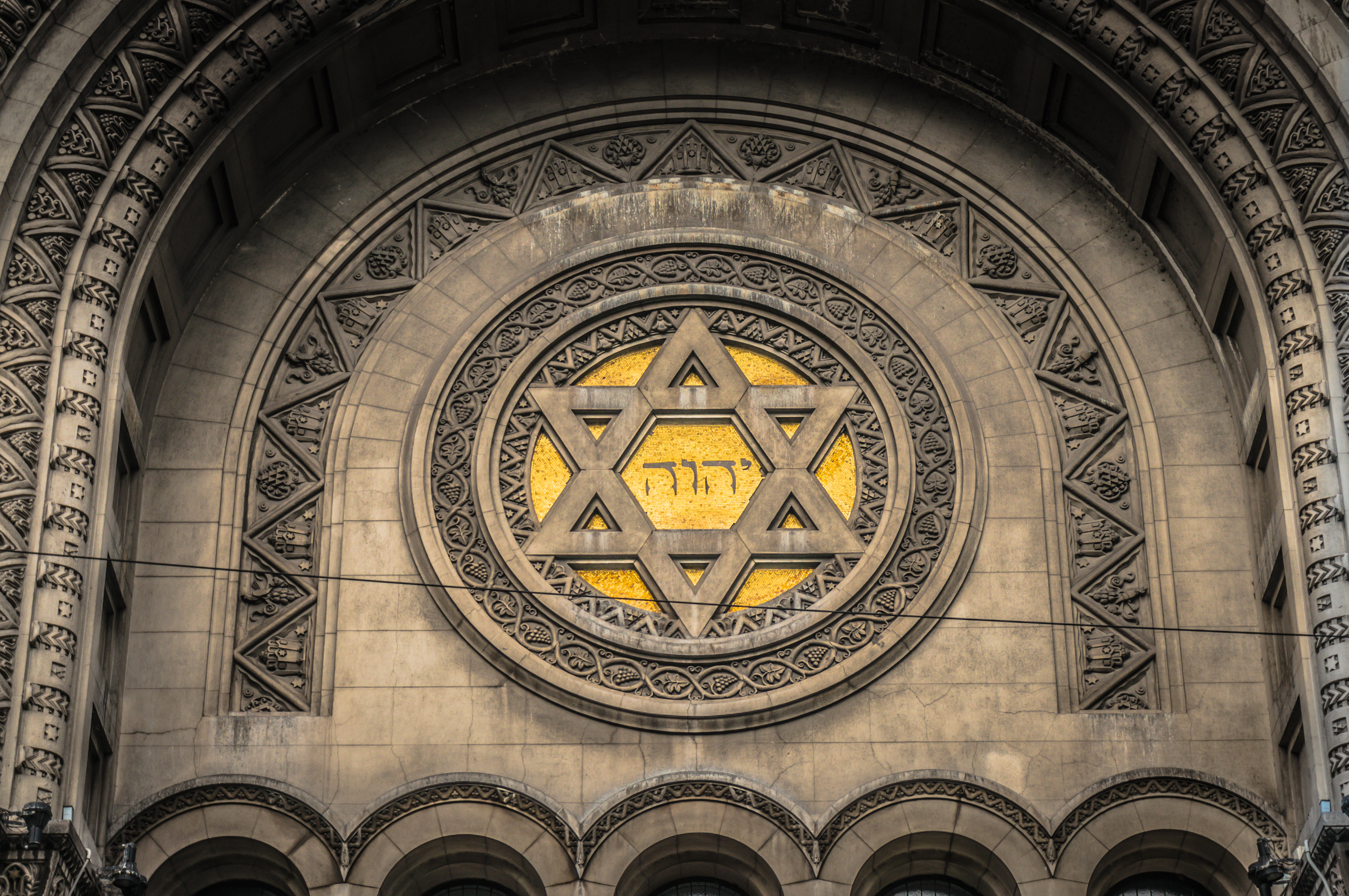
Fachada - Estrella de David
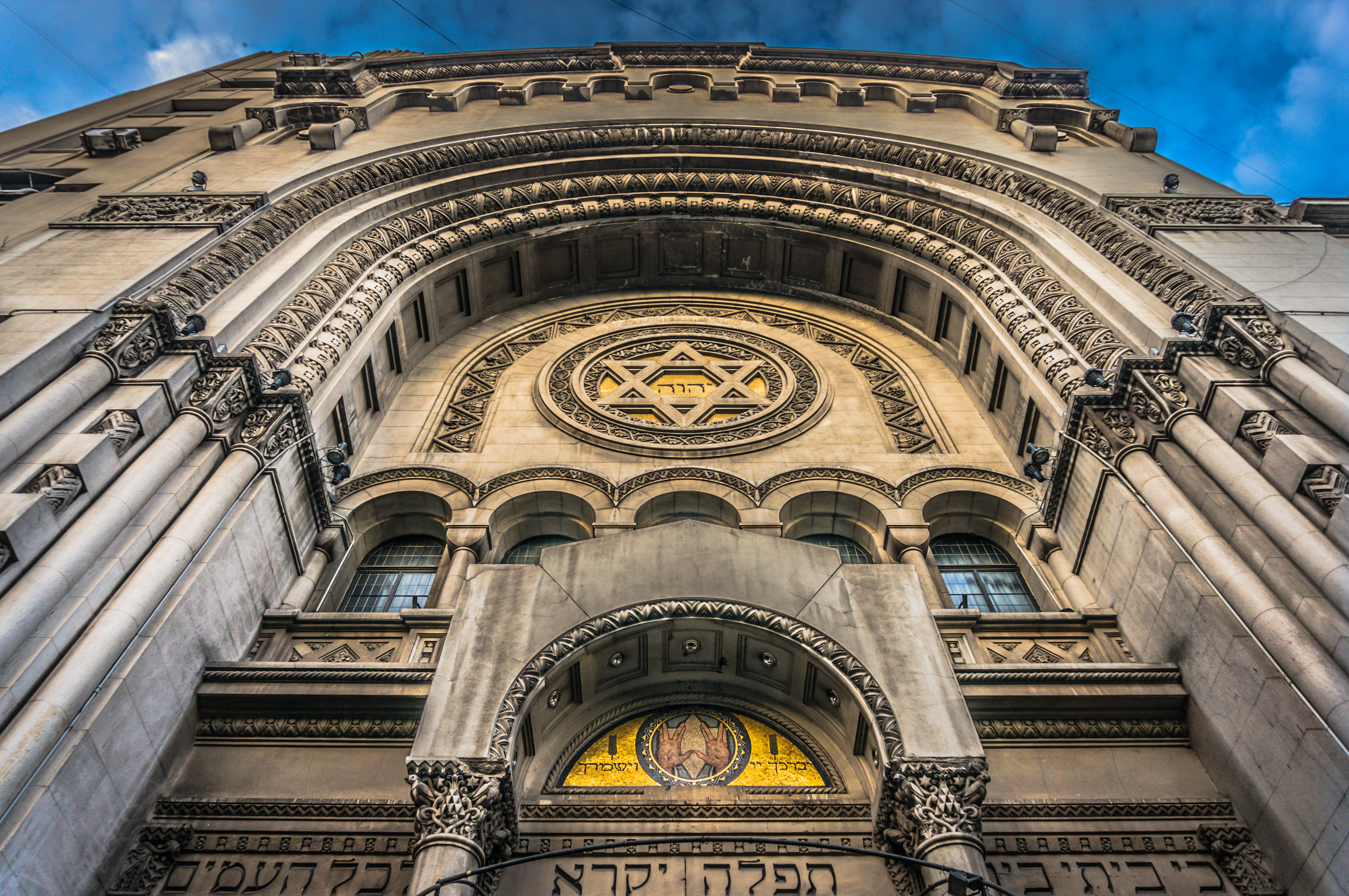
Fachada - Bendición de Aarón y Estrella de David
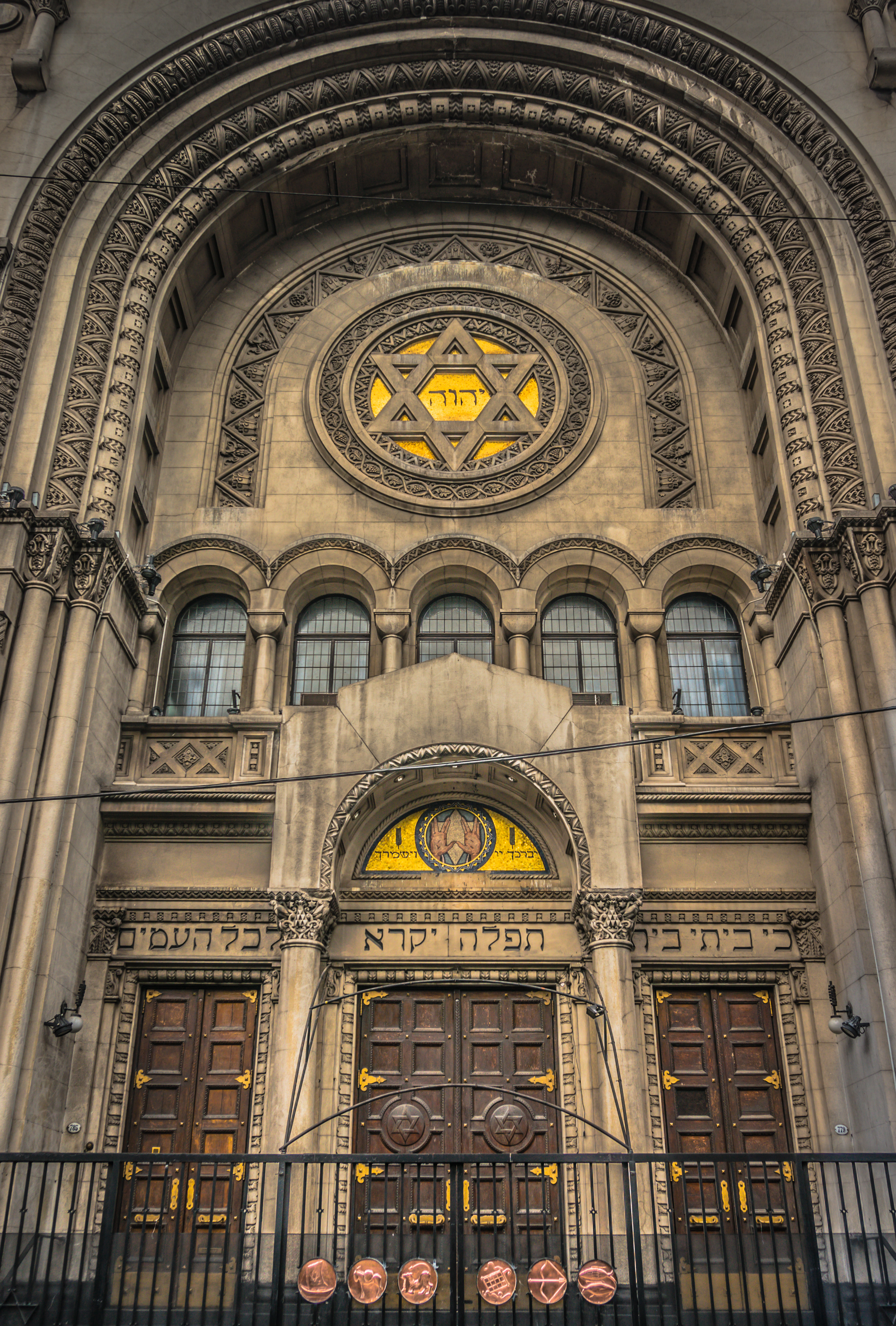
Fachada - Vista frontal
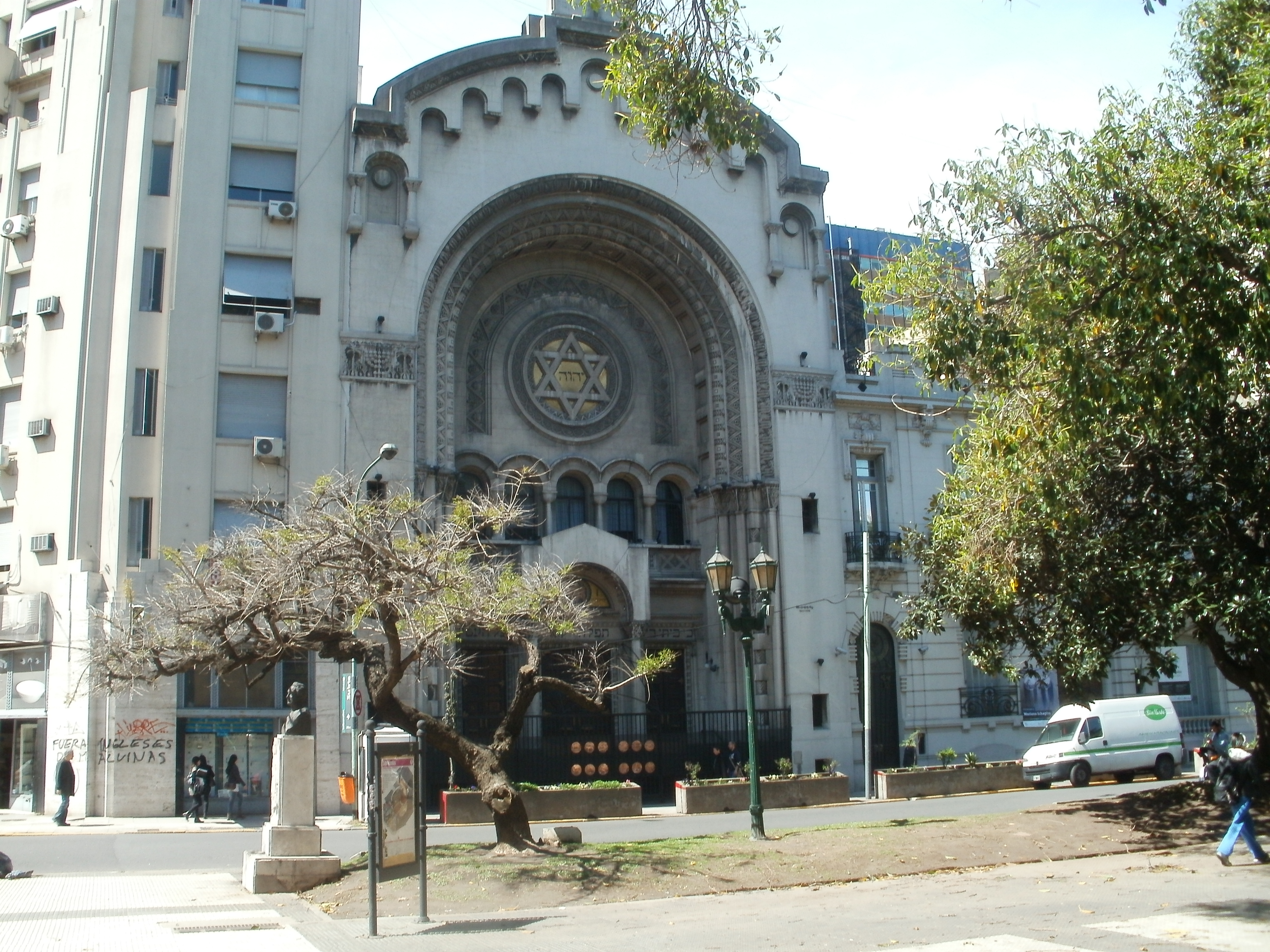
Fachada - Vista desde Plaza Lavalle sur
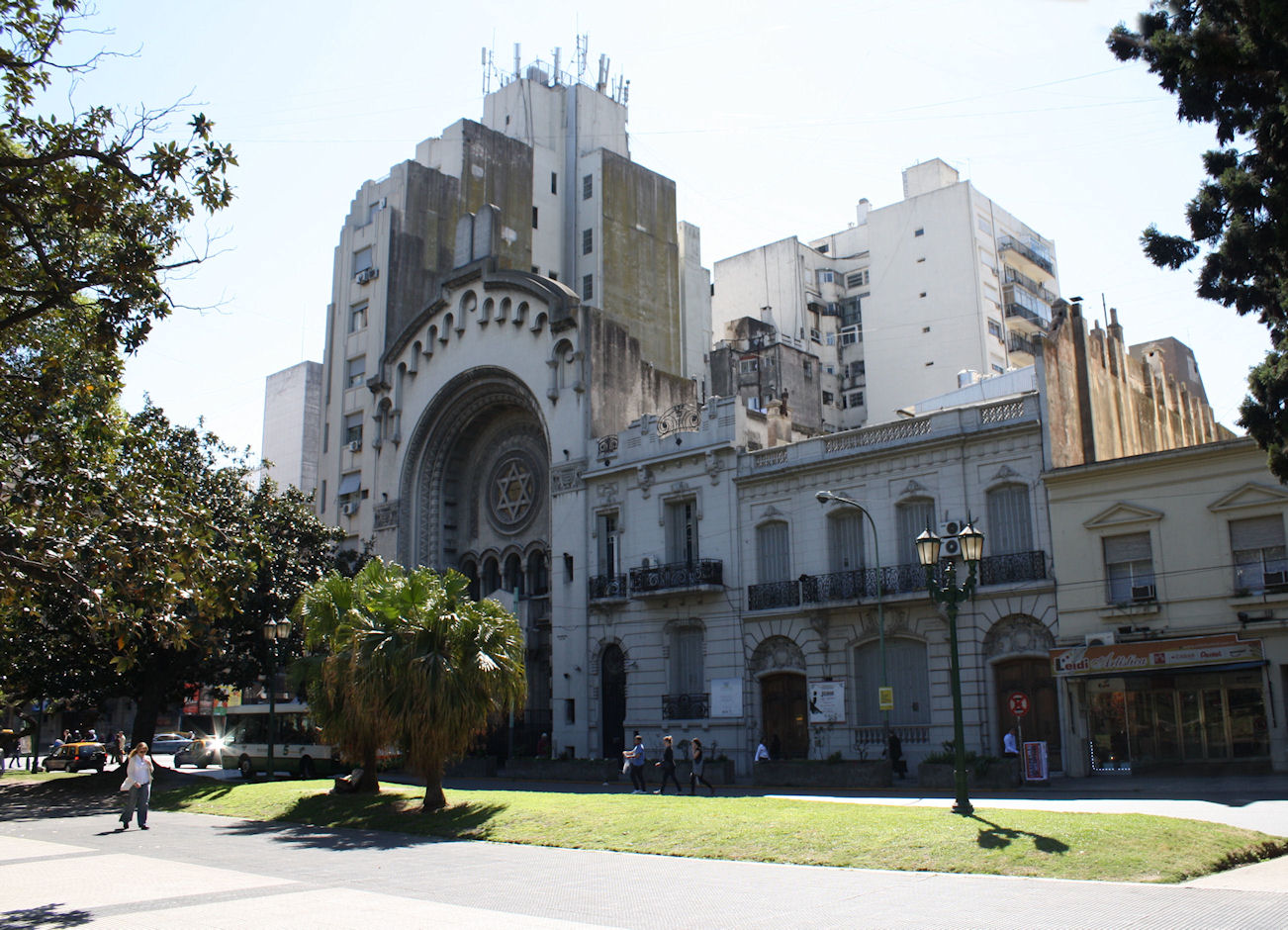
Fachada - Vista desde Plaza Lavalle norte

## Museo Judío de Buenos Aires
En un petit hôtel lindero al templo, se halla el Centro Comunitario de la Congregación; y en el edificio contiguo, funciona el Museo Judío de Buenos Aires. Este museo, inaugurado en 1967 por iniciativa del Dr. Salvador Kibrick, responde a una modalidad característica de las sinagogas de muchas ciudades de tener cerca del templo un museo con elementos de valor sagrado, histórico o artístico. 
Cuenta con un Área Testimonial, Galería de Arte y Biblioteca. Se dedica a la recolección, investigación, enseñanza y difusión de la identidad judía en un marco no religioso, ni político, dogmático o sectorial; se dirige a todas las personas interesadas en la vida de los judíos en la Argentina. El museo contiene entre otras piezas, los manuscritos originales del libro Los gauchos judíos de Alberto Gerchunoff, así como documentación sobre la historia de la inmigración judía en la Argentina. Guarda además documentos de escritores y hombres públicos argentinos que pertenecieron a esa comunidad.